# قنوات تلفزيونية سورية
قائمة بالقنوات التلفزيونية السورية

## قنوات حكومية
- القناة الأولى
- القناة الثانية (أغلقت)
- الفضائية السورية[1]
- تلاقي (أغلقت)
- نور الشام
- سورية دراما
- التربوية السورية
- الإخبارية السورية[2]
- أوغاريت

## قنوات خاصة
- قناة شام الفضائية (أغلقت)
- تلفزيون المشرق / اورينت [3]
- قناة مسايا
- قناة سورويو
- سبيس تون[4]
- قناة سما الفضائية[5]
- قناة حلب اليوم
- القناة الطبية السورية الفضائية
- تلفزيون الخبر[6][7]
- تلفزيون سوريا
- شام إف إم[8]
- تلفزيون لنا
- تلفزيون لنا بلاس
- قناة سوريا الغد (أغلقت)
- قناة بابلي تولز[9]
- فضائية روناهي الكردية السورية (تبث من القامشلي)
- فضائية اليوم الكردية السورية الناطقة بالعربية (تبث من عامودا في شرق سوريا)
- فضائية روجآفا الكردية السورية (تبث من الحسكة)